# 管叔鮮
管叔鮮（かんしゅくせん）は、周の文王の三男。姓は姫で、名は鮮。また、菅叔とも称される。

## 概要
武王の12年に、殷が滅亡した。翌西周の初年に、叔鮮は管（現在の河南省鄭州市管城回族区）に封じられて、管叔と称して諸侯となり、帝辛（紂王）の子の武庚禄父とともに殷の遺民を統治する任を与えられた。
彼は兄弟の蔡叔度や霍叔処とともに周の三監と称された。
成王の元年、周の成王が即位すると、幼年であったため王族の周公旦が摂政となった。管叔鮮は周公旦に簒奪のたくらみがあるのではないかと疑い、蔡叔度とともに武庚を擁して反乱を起こした。これが三監の乱である。周公旦が東征して、戦争は3年にわたり、管叔鮮は敗れて誅殺された。
『史記』管蔡世家では、管叔鮮の子孫は途絶えたと記されているが、宮城谷昌光の小説『管仲』では、姜斉の宰相の管仲は管叔鮮の子孫ではないかと憶測している。